# Creature Crunch
Criatura Crunch - O Monstro é um jogo de aventura point-and-click para computador lançado em 1996 pela TechToons e distribuído pela Class6 Interactive. O jogador vive a história de Wesley, um garoto que é transformado em um híbrido de meio humano e meio monstro por um cientista maluco. Ele precisa explorar os quartos e comer objetos inimagináveis para ganhar poderes especiais e poder derrotar os monstros que protegem a mansão onde foi aprisionado. Tudo para poder voltar para casa.
O jogo conta com as vozes dos comediantes renomados Martin Short e Eugene Levy.

## Enredo
Em um dia nublado, Wesley acaba se perdendo enquanto passeava de bicicleta. Um trovão ecoa, a chuva começa a cair e logo se torna um forte temporal. Wesley, agora perdido e molhado, resolve fazer uma parada numa mansão muito suspeita para tentar se abrigar da chuva. Quando toca a campainha, o chão se abre e ele cai, sendo então capturado pelo terrível Dr. Drod para ser cobaia de mais um de seus experimentos malucos. O experimento dá errado e menino é transformado em meio monstro. Com a ajuda de Brian (um cérebro em conserva), Wesley precisa conseguir um jeito de escapar da mansão assombrada de Dr. Drod.
Comendo os objetos certos espalhados pela mansão, o garoto-monstro pode se transformar em diversos monstros (ex. Wesley come um maçarico e se transforma em um monstro cuspidor de fogo) e com isso derrotar os monstros que defendem a mansão.

## Recepção
No site A Entertainment Weekly, Bob Strauss descreveu o jogo Criatura Crunch como "satisfatoriamente divertido". O estilo de arte do jogo o lembrou de John Kricfalusi.